# Moatize
Moatize je grad u mozambičkoj pokrajini Tete. Nalazi se 65 km jugozapadno od granice s Malavijem, u blizini grada Tetea i rijeke Zambezi. Poznat je po rudnicima ugljena. Željeznicom se ugljen prevozi do luke Beire.
Moatize je 2007. imao 38.924 stanovnika.